# 血腥瑪麗 (傳說)
血腥玛丽（Bloody Mary），是美国的都市传说，传说在黑屋中的镜子前叫3次她的名字便会出现，据说召唤成功可以预见未来。可以在镜中看到她的倒影，有时无害但有时会害人。

## 仪式内容
“血腥玛丽”的仪式传说主要有古代版和现代版之分。
在古代，传说完成“血腥玛丽”仪式的女子需要手持一根蜡烛和一面小镜子，同时倒着走上一列楼梯并进入一间漆黑的屋子。不出意外的话，她们未来丈夫的脸就会出现在镜子里。还有一种情况，此时出现在镜子里的不是人脸而是骷髅，这暗示该名女子在婚前就已经身死。
而在今日流行的版本中，血腥玛丽据称会在通过占卜镜召唤她的人面前显灵。召唤仪式的内容就是在一间昏暗或是只有烛光点亮的房间中对着一面镜子反复念她的名字。血腥玛丽据称会以一个尸体、女巫或是鬼魂的形象出现，有时还会浑身布满鲜血。传说称仪式的参加者有可能会遭受血腥玛丽对其尖叫、诅咒、勒颈、摄魂和吸血，甚至是挖眼。这与日本传说“厕所里的花子”比较相似。

## 文化影响

### 影视作品
- 2008年恐怖电影《下一個就是你：血腥瑪麗》
- 美国电视剧《超自然档案》第1季第5集《血腥玛丽》以此传说为题材
- 美国电视剧《X档案》第3季第13集《朔望》（Syzygy）以此传说为题材

### 音乐作品
- 2011年嘎嘎小姐（Lady Gaga）音乐专辑《天生完美》（“Born This Way”）里的第八首曲目《红色玛丽》（“Bloody Mary”）